# مختار عثمان
مختار عثمان (13 مارس 1898 - 19 مايو 1964) ممثل مصري.

## عن حياته
ممثل مصري ولد في ساحل سليم في محافظة أسيوط بتاريخ 13 مارس 1898 في اسرة عمل افرادها بالسياسة مثل ابن محمد محمود واحد من الذين اسسوا نهضة المسرح المصرى الحديث.
عمل على مسرح رمسيس ثم سافر إلى أوروبا ودرس التمثيل وظل يرفض العمل بالسينما لفترة طويلة إلى ان اقنعه بذلك صديقاه أحمد بدرخان وطلعت حرب.

## من أعماله
- الرئيسة (مسرحية)
- الولدان الشريدان (مسرحية)
- الدكتور يويو (مسرحية)
- إلا خمسة(مسرحية)
- اوبريت العشرة الطيبة (اوبرا) عام 1920
- حوادث كشكش بيك (فيلم) عام 1934
- عنتر أفندي (فيلم)عام 1935
- فيلم وداد عام 1935
- ملكة المسارح (فيلم) عام 1936
- وراء الستار (فيلم) عام 1937
- خدامتي (فيلم) عام 1938
- الدكتور (فيلم) عام 1939
- العزيمة عام 1939
- قلب المرأة (فيلم) عام 1940
- عاصفة على الريف (فيلم) عام 1941
- عريس من استانبول (فيلم) عام 1941
- أولاد الفقراء (فيلم) عام 1942
- الستات في خطر (فيلم) عام 1942
- ابن الصحراء (فيلم) عام 1942
- شهداء الغرام (فيلم) عام 1944
- ليلى بنت الفقراء عام 1945
- أصحاب السعادة (فيلم) عام 1946
- عودة القافلة (فيلم) عام 1946
- بياعة اليانصيب (فيلم) عام 1947
- خاتم سليمان عام 1947
- ضربة القدر (فيلم) عام 1947
- معروف الاسكافي عام 1947
- المتشردة (فيلم) عام 1947
- عدو المجتمع (فيلم) عام 1947
- عودة الغائب (فيلم) عام 1947
- بلبل أفندي عام 1948
- ورد شاه (فيلم) عام 1948
- فوق السحاب (فيلم) عام 1948
- الشاطر حسن (فيلم) عام 1948
- القاتل (فيلم) عام 1948
- نحو المجد (فيلم) عام 1948
- البيت الكبير (فيلم) عام 1949
- كرسي الاعتراف (فيلم) عام 1949
- امرأة من نار عام 1950
- نساء بلا رجال عام 1953
- عبيد المال (فيلم) عام 1953
- نهارك سعيد (فيلم) عام 1955
- السعد وعد و(ماحدش واخد منها حاجة) (فيلم) عام 1955
- الحبيب المجهول عام 1955
- الجسد (فيلم) عام 1955
- الغائبة (فيلم) عام 1955
- حب ودموع (فيلم) عام 1955

## الوفاة
توفي بتاريخ 19 مايو عام 1964 عن عمر يناهز 66 عامًا.

## روابط خارجية
- مختار عثمان على موقع IMDb (الإنجليزية)
- مختار عثمان على موقع الدهليز
- مختار عثمان على موقع قاعدة بيانات الأفلام العربية
- مختار عثمان على موقع قاعدة بيانات الأفلام العربية
- مختار عثمان على موقع قاعدة بيانات الفيلم (الإنجليزية)